# Handwara
Handwara is een stad en “notified area” in het district Kupwara van het Indiase unieterritorium Jammu en Kasjmir.

## Demografie
Volgens de Indiase volkstelling van 2001 wonen er 10.624 mensen in Handwara, waarvan 55% mannelijk en 45% vrouwelijk is. De plaats heeft een alfabetiseringsgraad van 54%.